# 창원 신방리 음나무 군
창원 신방리 음나무 군(昌原 新方里 음나무 群)은 대한민국 경상남도 창원시 의창구 동읍 신방리, 신방초등학교 뒤 길가 언덕에 있는 음나무이다. 1964년 1월 31일 대한민국의 천연기념물 제164호로 지정되었다.

## 개요
신방리의 음나무군은 신방초등학교 뒤 길가 언덕에서 4그루가 자라고 있으며, 주변에는 어린 음나무들이 함께 자라고 있다. 큰나무는 대체로 높이가 15m 정도이며 둘레는 가장 큰 것이 37m이다. 나머지 4그루는 3.2m 정도이다. 나이는 약 400년 정도 된 것으로 추정된다.
신방리의 음나무군은 오랜 세월 동안 조상들의 관심과 보살필 속에 살아온 나무들로 생물학적 보존 가치가 높을 뿐만 아니라, 우리 선조들의 정신세계를 엿볼 수 있는 문화젹 가치도 높아 천연기념물로 지정하여 보호하고 있다.

## 같이 보기
- 음나무
- 신방초등학교

## 참고 자료
- 창원 신방리 음나무 군 - 국가유산청 국가유산포털